# Javier Favarel
Javier  Favarel,  (Rosario, 10 de julio de 1991) es un jugador profesional de fútbol argentino que se desempeña como centrocampista y su equipo actual es el Whitehawk de Inglaterra.

## Trayectoria
Debutó en Estudiantes de La Plata donde estuvo dos años, para luego ser enviado a préstamo  por cinco meses al Sud América que militaba en Segunda División, . Cuando regresó no se ganó un lugar en el pincha, pero igualmente se destacó en la reserva de  Estudiantes jugando de mediocampista central. Regresó a la IASA y logró campeonar en la Segunda División, logrando el ascenso a Primera.
Actualmente juega en el Whitehawk F.C., equipo de Inglaterra que milita en la National League South, Sexta categoría en la pirámide de ascenso del fútbol de dicho país.
El día 7/11/16 un hecho curioso le sucedió de Javier, el Whitehawk F.C. disputaba un partido de la FA Cup contra el Stourbridge F.C., el jugador tuvo el último disparo al arco del encuentro rematando desde afuera del área y convirtiendo el tanto de la clasificación, lo cierto es que el árbitro Robert Whitton anuló el gol ya que había dado por finalizado el partido cuando la pelota se disponía a ingresar al arco, lo que desató el reclamo de los jugadores del Whitehawk F.C., incluso el arquero fue expulsado y se perderá el partido desempate para la clasificación a la siguiente instancia.

## Clubes
| Club                | País       | Año         |
| ------------------- | ---------- | ----------- |
| Estudiantes (LP)    | Argentina  | 2010-2011   |
| Sud América         | Uruguay    | 2012        |
| Estudiantes (LP)    | Argentina  | 2012        |
| Sud América         | Uruguay    | 2012-2014   |
| Deportivo Maldonado | Uruguay    | 2014 - 2015 |
| Whitehawk F.C.      | Inglaterra | Actualidad  |

## Palmarés
| Título                                    | Club        | País    | Año  |
| ----------------------------------------- | ----------- | ------- | ---- |
| Campeón de la Segunda División de Uruguay | Sud América | Uruguay | 2013 |